# (466709) 2014 WL446
(466709) 2014 WL446 es un asteroide perteneciente al cinturón de asteroides, descubierto el 21 de noviembre de 2005 por el equipo Spacewatch desde el Observatorio Nacional de Kitt Peak (Arizona, Estados Unidos).